# Universidade Central das Filipinas
A Universidade Central das Filipinas (em inglês:  Central Philippine University) é uma universidade privada batista e um centro de pesquisa localizado em Iloílo, em Filipinas. É afiliada à Convenção das Igrejas Batistas Filipinas.

## História
A universidade tem origem em uma escola fundada em 1905 por uma missão americana dos Ministérios Internacionais.   Em 1923, tornou-se a Universidade Central das Filipinas. 
Em 2019, contava com 7.673 alunos.

## Acreditações
A universidade é membro da Convenção das Igrejas Batista das Filipinas, do Conselho Unido para o Ensino Superior Cristão na Ásia, da Associação de Escolas, Faculdades e Universidades Cristãs (ACSCU) e da Associação de Universidades e Faculdades Cristãs na Ásia (ACUCA). 

## Campus

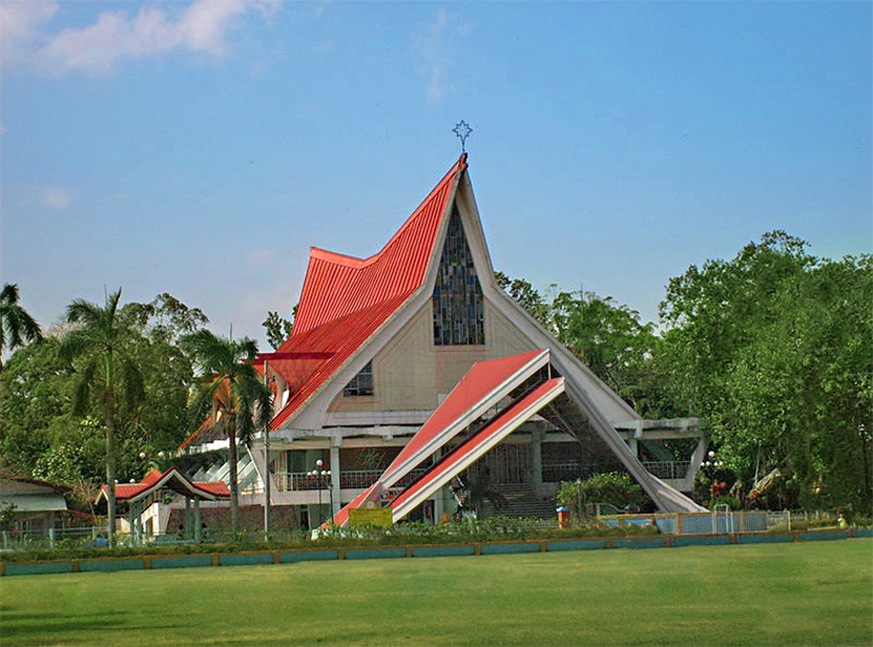
Capela Universitária
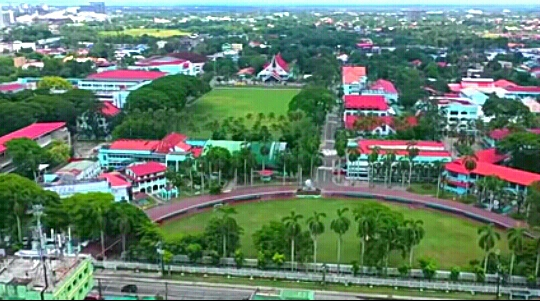
Vista do campus
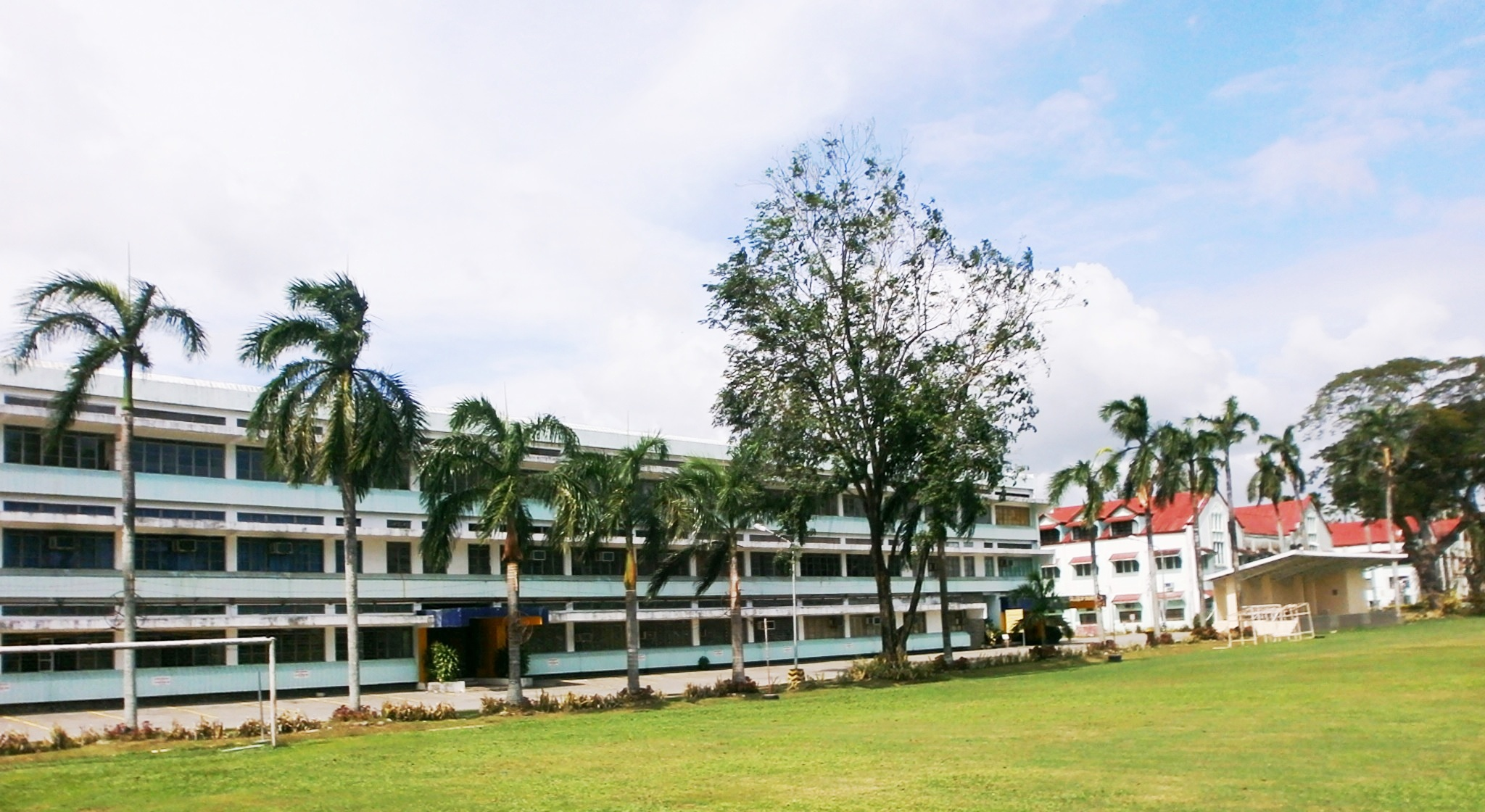
Faculdade de Engenharia
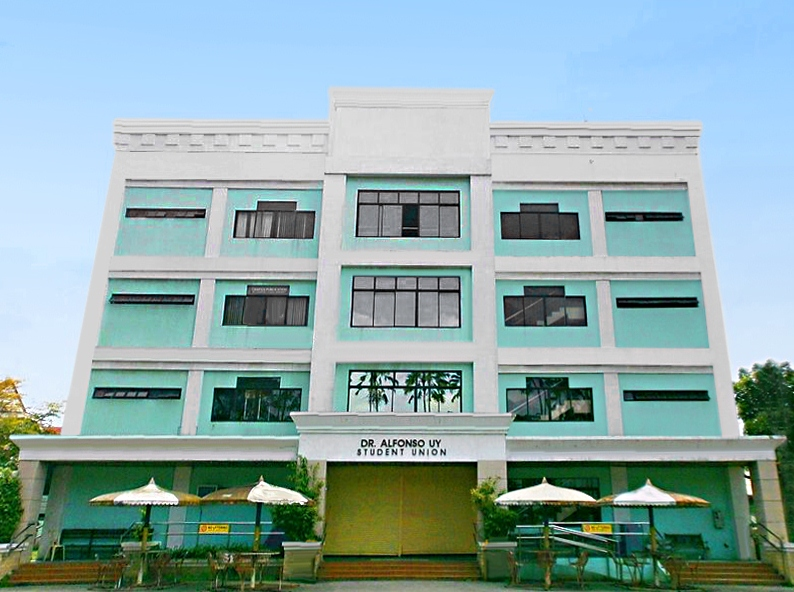
Alfonso A. Uy Student Union Building